# St.-Gertrud-Kapelle (Lübeck)

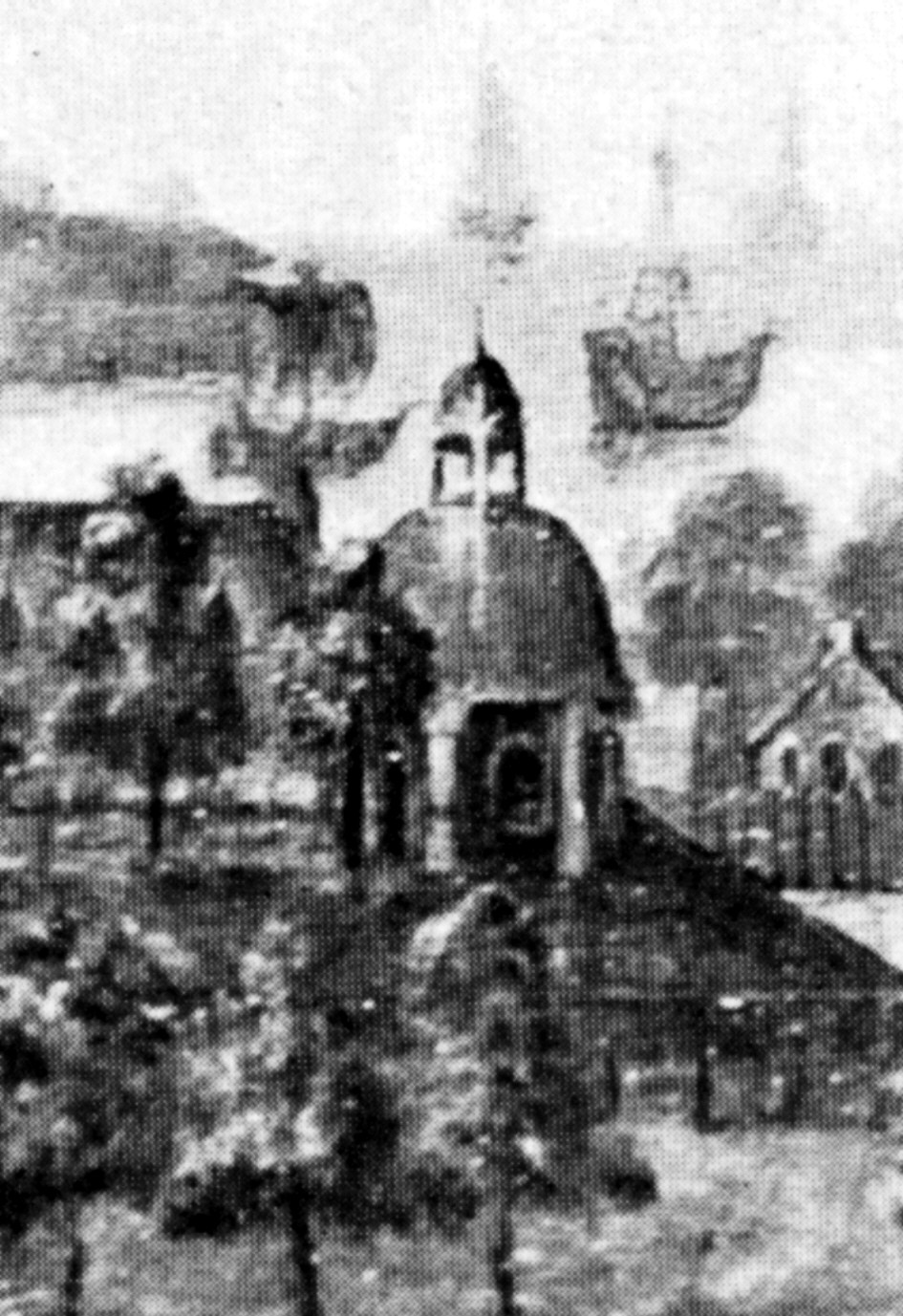
Die alte St.-Gertrud-Kapelle auf der Stadtansicht des Johannes Willinges, 1597

Die St.-Gertrud-Kapelle war eine Kapelle vor Lübeck.

## Standort
Die St.-Gertrud-Kapelle befand sich außerhalb der Lübecker Altstadt. Sie lag nördlich der Stadtmauer unmittelbar vor dem Burgtor am Rande des Burgfelds. Ihr Standort war, für einen die Stadt verlassenden Betrachter, links von der nach Travemünde führenden Straße.

## Geschichte
Für die Bestattung der zahlreichen Opfer des Schwarzen Todes wurde im Sommer 1350 vor dem Burgtor ein Friedhof – urkundlich als cymiterium pauperum, also Armenfriedhof bezeichnet – angelegt. Geweiht wurde er der Schutzpatronin der Reisenden St. Gertrud. Die Errichtung einer zugehörigen Kapelle war, wie Schriftstücke belegen, bereits von Anfang an vorgesehen. Der Bau dieser Kirche wurde zu einem nicht mehr näher bestimmbaren Zeitpunkt zwischen 1350 und 1370 umgesetzt.
Am 21. Mai 1373 bestätigte der Lübecker Bischof Bertram eine Vikarie zu Ehren der heiligen Gertrud und des heiligen Thomas von Canterbury für die St.-Gertrud-Kapelle, die vom Lübecker Rat gestiftet worden war und deren Vergabe auch sein alleiniges Vorrecht war. Dies blieb das einzige der Kapelle zugeordnete geistliche Lehen.
Auf Betreiben des Bürgermeisters Simon Swerting, der zu jener Zeit auf diplomatischer Mission in London weilte, schenkte der englische König Eduard III. der Kapelle 1375 eine Reliquie ihres Schutzpatrons Thomas von Canterbury, die dort zur Verehrung kam. Ab 1394 wurde in der St.-Gertrud-Kapelle zusätzlich die in Venedig erstandene vorgebliche Hälfte eines der Unschuldigen Kindlein von Bethlehem verehrt.
Als im Oktober 1375 Kaiser Karl IV. Lübeck besuchte, legten er und Kaiserin Elisabeth die Gewänder für den feierlichen Einzug in der Stadt in der St.-Gertrud-Kapelle an.
Während der Grafenfehde drohte im September 1534 die Belagerung Lübecks durch das bei Krempelsdorf aufgezogene Heer des Herzogs Christian von Holstein. Vorsorglich wurde auf Anweisung Jürgen Wullenwevers die St.-Gertrud-Kapelle zum Teil abgebrochen, um dem Gegner keine Deckung zu gewähren. Nach Beilegung der Krise wurde die Kirche wiederhergestellt.
1622 schließlich erfolgte der vollständige und endgültige Abriss der St.-Gertrud-Kapelle. Den Einwänden von Seiten der Lübecker Geistlichkeit zum Trotz musste das Gebäude der Neubefestigung des Burgtors mit zeitgemäßen, viel Platz in Anspruch nehmenden Festungswällen nach dem Bastionärsystem weichen. Der zugehörige Friedhof wurde an den nordwestlichen Rand des Burgfeldes verlegt und befindet sich noch heute dort. Der Name von Kirche und Friedhof hat sich in der Benennung des Stadtteils St. Gertrud erhalten.

## Architektur
Nur eine einzige schriftliche Quelle bezieht sich auf die Baugeschichte: 1451 bedachte der Kaufmann Everd Witte die Kapelle testamentarisch mit 10 Mark für anstehende Bauarbeiten. Über die architektonische Gestalt der Kirche gibt es keine urkundlichen Angaben; allerdings existiert eine Darstellung auf einer 1597 vom Maler Johannes Willinges angefertigten Stadtansicht. Sie zeigt ein vermutlich polygonales Gebäude, umgeben von Strebepfeilern oder Säulen, die ein von einem Türmchen gekröntes Kuppeldach tragen.